# Jagdanlage Rieseneck
Die Jagdanlage Rieseneck ist ein Kulturdenkmal zur Jagdtechnik und -geschichte des 18. und 19. Jahrhunderts im Saale-Holzland-Kreis in Thüringen. Ihre Entstehung verdankt sie der Jagdleidenschaft der Herzöge von Sachsen-Gotha-Altenburg, welche das Gelände bis zum Ende des Ersten Weltkriegs benutzten.

## Lage
Die Anlage Rieseneck befindet sich etwa drei Kilometer westlich des Dorfes Hummelshain, inmitten einer bewaldeten Anhöhe, die sich westlich noch etwa einen Kilometer bis zum Hochufer der Saale bei Großeutersdorf fortsetzt. Die Jagdanlage steht in Beziehung zum Jagdschloss Fröhliche Wiederkunft, das sich in der kaum zehn Kilometer östlich gelegenen Ortschaft Wolfersdorf befindet und früher mit der Anlage Rieseneck durch Reit- und Kutschwege verbunden war.

## Geschichte
Der Name „Rieseneck“ bezieht sich auf die wohl an gleicher Stelle gelegene mittelalterliche Waldbauernsiedlung Rieseneck, welche urkundlich in den Schreibweisen „Resßeneck, Rießeneck, Risseneck, Risenegk“ belegbar ist. Meist wurde dieser Flurname mit dem Personennamen „Riese“ und auf die eckig in das Tal ragende Bergformation zurückgeführt. Möglicherweise ist auch das mittelhochdeutsche Wort „ris, riz“ mit der Bedeutung „Zweig, Gebüsch, Wald“ oder das gleichgeschriebene Wort für Sumpf „ris“, der Ursprung der heutigen Bezeichnung.
Es gibt vereinzelte Hinweise darauf, dass sich an diesem Ort im Mittelalter eine gleichnamige Siedlung befand. Sie wurde angeblich im Sächsischen Bruderkrieg zerstört. Hierfür gibt es jedoch keine urkundlichen Belege, weshalb diese Information kritisch zu betrachten ist. Dennoch ist auf einem Kupferstich aus der Zeit um 1750 inmitten der Jagdanlage ein Kirchturm dargestellt.

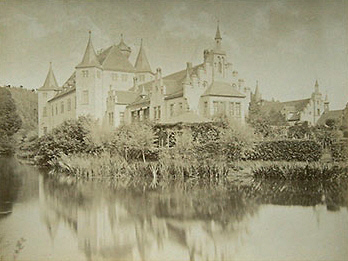
Jagdschloss Fröhliche Wiederkunft (vor 1870)

Ausgehend vom Jagdschloss Fröhliche Wiederkunft, das in Regierungszeit von Johann Friedrich dem Großmütigen entstanden war, fanden in der waldreichen Gegend imposante Hof- und Staatsjagden statt, die zu einer Tradition im späteren Herzogtum Sachsen-Gotha-Altenburg gehörten. Als bevorzugtes Jagdwild wurde hier das Rotwild genannt, die Bestandsdichte war, auch wegen der ständigen Zufütterung, enorm hoch. Nach den Verwüstungen des Dreißigjährigen Krieges erfuhr die Anlage Rieseneck eine technische Modernisierung, wobei die zunächst nur hölzernen – und damit wenig haltbaren Teile der Anlage durch Steinbauten ersetzt werden mussten.

### Ursprüngliche Anlage

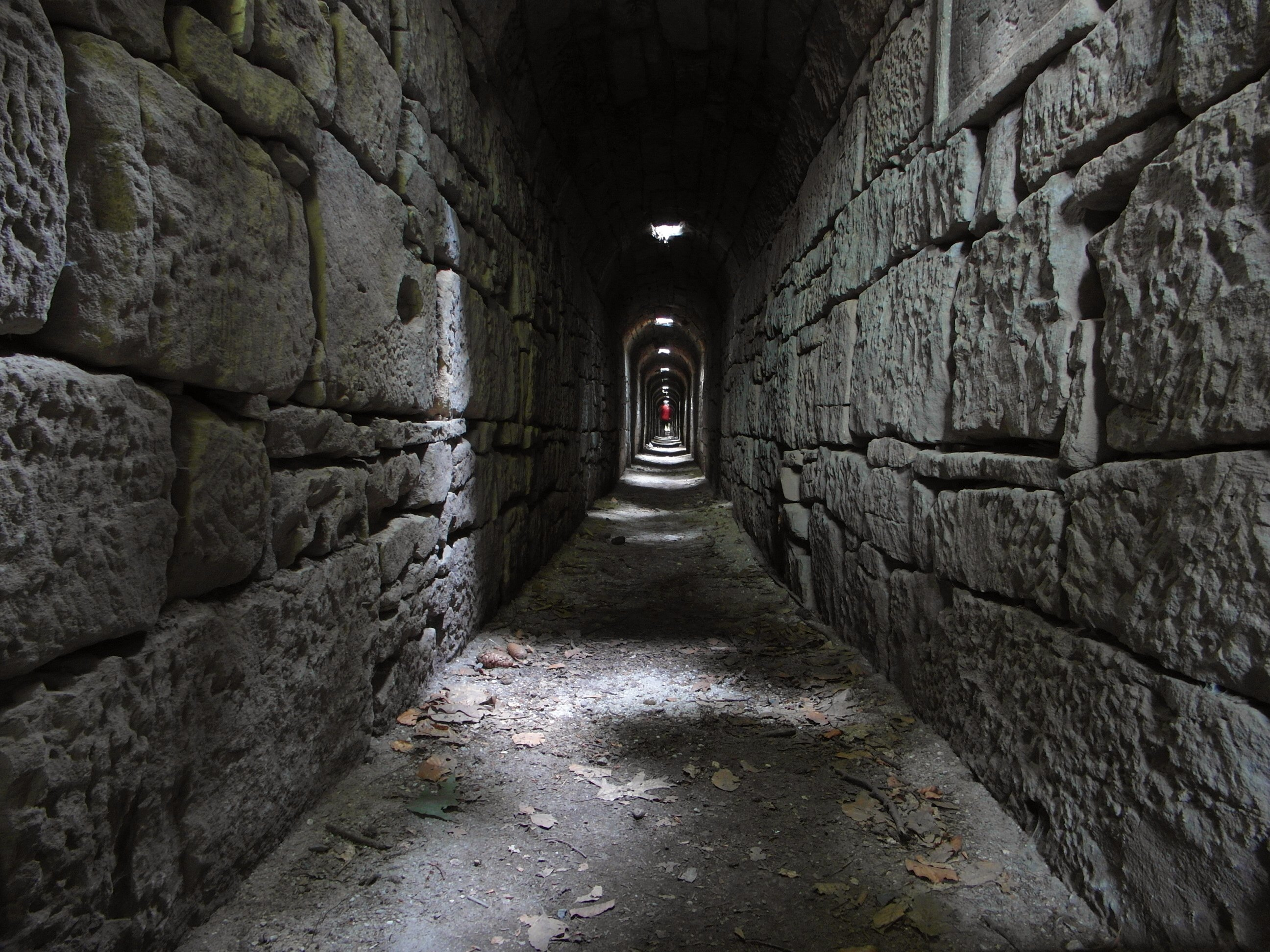
Unterirdischer Pirschgang

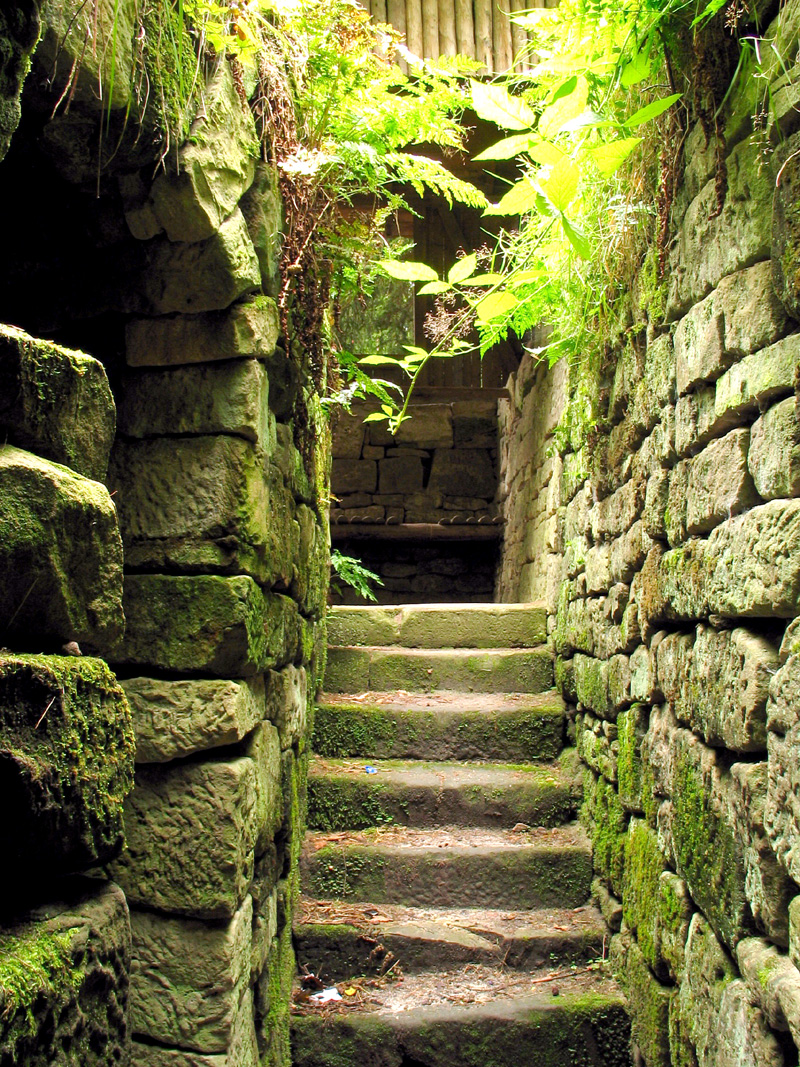
Pirschgang in der Jagdanlage

Die ursprüngliche Jagdanlage entstand nach aktuellem Erkenntnisstand ab der zweiten Hälfte des 16. Jahrhunderts. Sie wurde in mehreren Stufen errichtet, teilweise auch erst nach dem Dreißigjährigen Krieg.

### Ausbau im 18. Jahrhundert
Die heute noch sichtbare Gestalt der steinernen Anlage entstand in der Zeit von 1712 bis 1735. In diesem Zeitraum fanden rege und systematische Baumaßnahmen an der Anlage statt. Das belegen die Jahreszahlen an einigen Gebäuden. Mit der Baumaßnahme wurde ein Kammerherr von Beust beauftragt, welcher die erforderlichen Vollmachten und Gelder erhielt, um ein in dieser Zeit zunächst einzigartiges Bauwerk zu errichten.
Beim repräsentativen Ausbau der Jagdanlage und der Jagdresidenz Hummelshain war Herzog Friedrich II. (Sachsen-Gotha-Altenburg) während seiner Regentschaft maßgeblich beteiligt. Sein Sohn Friedrich III. setzte die Arbeiten an der Anlage fort und vervollkommnete sie mit Reitwegen und Alleen. Bis in die zweite Hälfte des 18. Jahrhunderts haben die Gothaer Herzöge und ihre Gäste die Jagdanlage häufig genutzt.

### Vorläufiges Ende und einsetzender Verfall
Nach 1830 verlor die Anlage ihre Bedeutung und begann zu verfallen. Der Verfall setzte sich auch im 20. Jahrhundert fort und wurde von Vandalismus beschleunigt. Ab 1954 gab es Bemühungen, die Substanz der Jagdanlage zu sichern.

### Bestandssicherung
1987 wurde im Kulturbund der DDR der Freundeskreis Rieseneck gegründet. Seither wird daran gearbeitet, die Gestalt von 1712/1727 wiederherzustellen. Gebäude der historischen Jagdanlage wurden instand gesetzt. Der Zustand des Geländes wurde verbessert.

## Konzeption und Baubeschreibung

Übersichtsplan zur Jagdanlage

Für den Hochadel der Barockzeit bildete die Ausübung der Jagd eine elementare Grundlage der Selbstdarstellung, Jagdschlösser und Staatsjagden wurden mit großem finanziellen Aufwand ermöglicht und die Jagdleidenschaft mancher Fürsten wurde bis in die Besessenheit gesteigert.
Auch für die Jagdanlage Rieseneck wurden offenbar keine Kosten gescheut.

### Die Brunftau
Nach den zeitgenössischen Beschreibungen entstand im Bereich der Brunftau – einer Art offenen Waldwiese, die vielleicht noch auf die Acker- und Siedlungsfläche der Wüstung zurückgeht, ein System von teils offenen, teils überwölbten, in das Erdreich eingetieften und mit Trockenmauern befestigten Gängen, die miteinander in Verbindung standen und so eine für das zu beobachtende Wild unbemerkte Annäherung ermöglichten.
An den Enden der Gänge wurden sogenannte Jagdschirme angelegt, diese ermöglichten die Beobachtung des Wildes durch mehrere Personen gleichzeitig, boten Platz für die sichere Ablage von Schusswaffen und Zubehör und boten Schutz vor Regen und Sturm.

### Gebäude und ihre Funktion

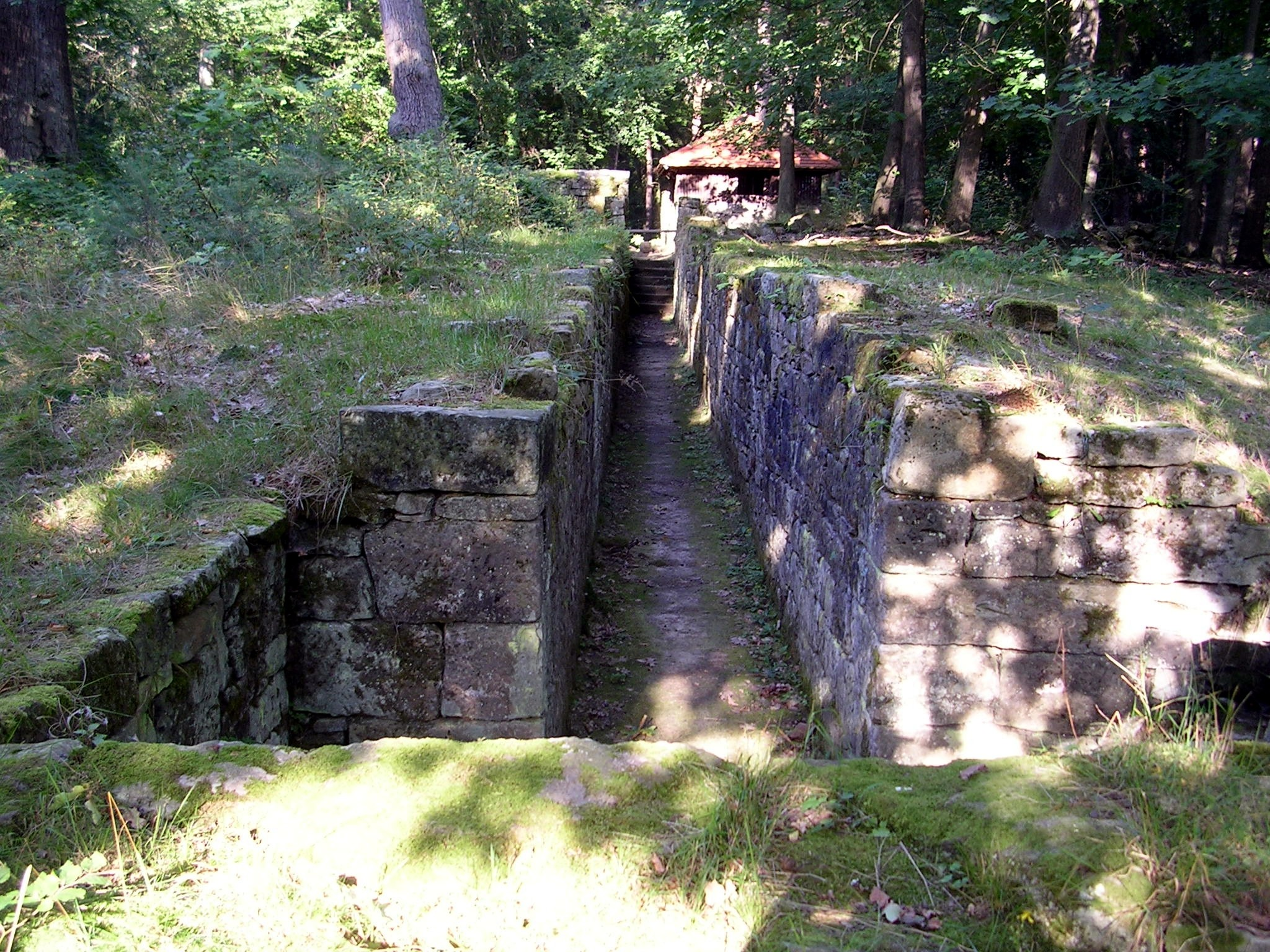
Offener Pirschgang

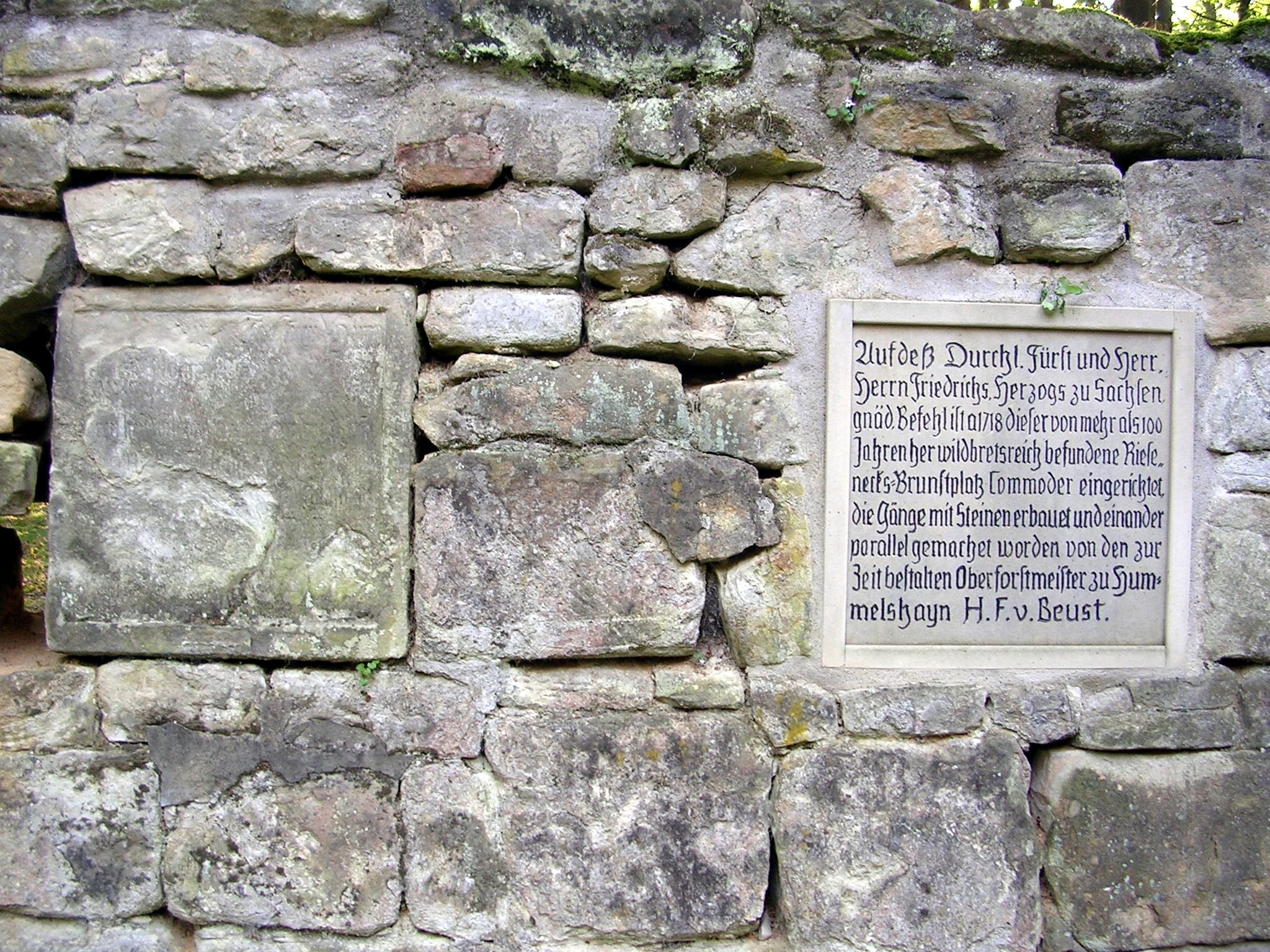
Infotafel

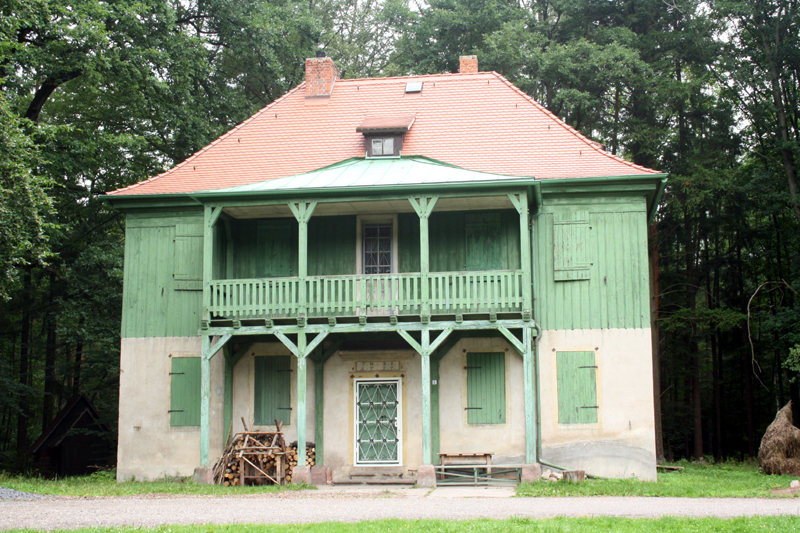
Das Grüne Haus

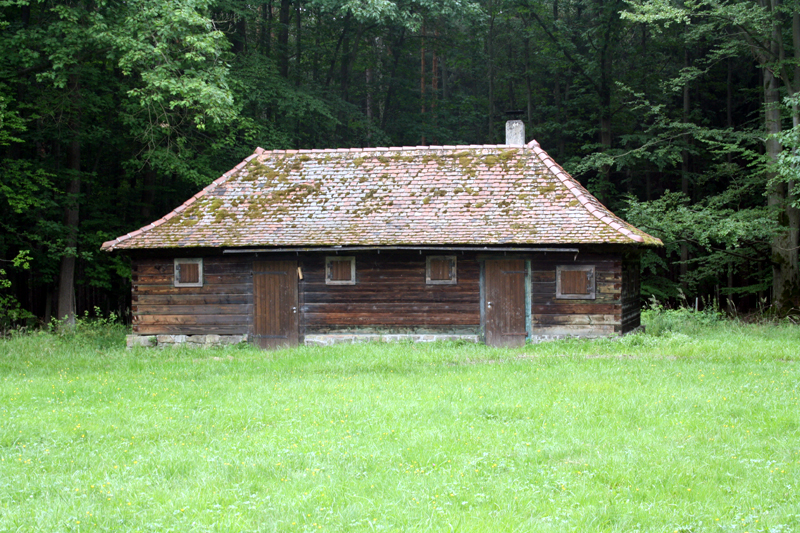
Blockhaus am Grünen Haus

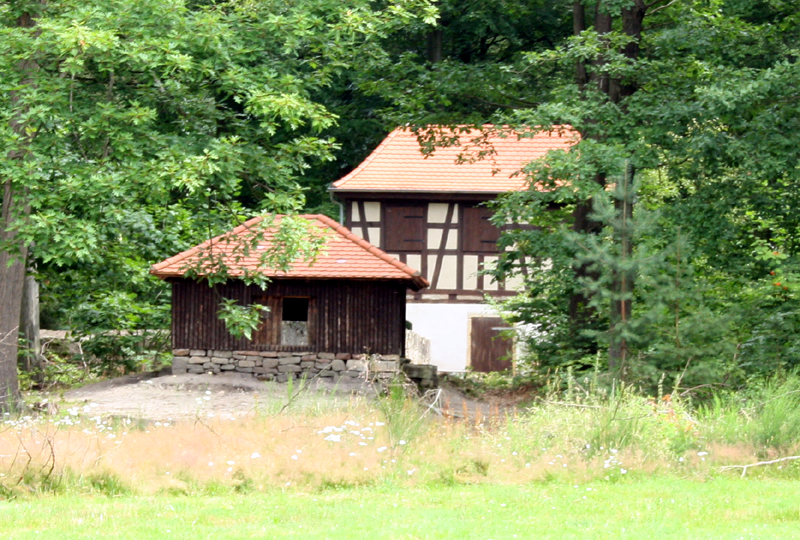
Blasehaus

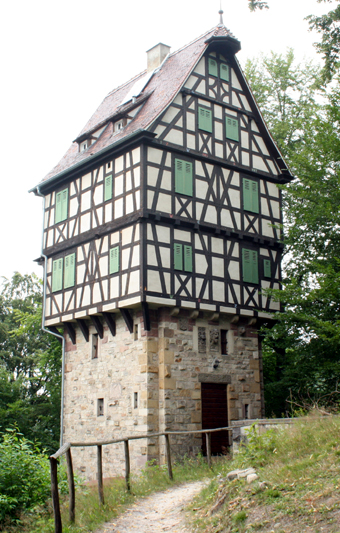
Herzogsstuhl

Für den Jagdbesuch der hochadeligen Gäste wurde das Jagdschloss Hummelshain als Quartier genutzt, die eigentliche Jagd wurde in den jeweiligen Revieren durchgeführt, zu denen auch die Anlage Rieseneck gehörte.
Um das Rotwild in dem ausgedehnten Waldgebiet ernähren zu können, wurden im Nahbereich von Rieseneck Fütterplätze und Salzlecken, Suhlen und Wildacker angelegt, diese gewöhnten das Wild auch an die hier vorhandene Topographie und die Anwesenheit von Menschen.
Das Grüne Haus (Lage) wurde 1727 errichtet und diente als Hauptgebäude der Unterbringung der Jagdgäste. Dem Wildwart und seinen Gehilfen diente ein Blockhaus, früher ein Wohn-Stallgebäude. Für die Unterbringung der Kutschen und Pferde diente die Wagenremise mit Heuboden von 1717
Das Blasehaus (Lage) war 1717 im Bereich der Pirschgänge erbaut worden. Dort hielt sich der Wildwart mit seinen Gehilfen auf, wenn die Wildfütterung durchgeführt wurde. Mit einem Hornsignal wurde das Wild über die Fütterung informiert – daher Blasehaus. Das Blasehaus diente mit seinem Erdgeschoss auch der Lagerung von Wildfutter. Die Mauern, welche beidseitig bis an das Blasehaus heranführen, dienten als Sichtschutz für die Jäger, welche dahinter unbemerkt zu den Pirschgängen gelangen konnten. In den Pirschgängen wurde dem Wild aufgelauert, um es zu beobachten und meist auch zu erlegen.
Am Südrand der Anlage befindet sich noch ein turmartiges Gebäude – der Herzogsstuhl (Lage). Dieses Gebäude entstand erst im 20. Jahrhundert nach dem Vorbild des Topplerschlösschens bei Rothenburg ob der Tauber als private Rückzugsmöglichkeit des Herzogs.

## Vorbild für Jagdanlage bei Ilmenau
Rieseneck diente offenbar als Vorbild für eine in jeder Beziehung vergleichbare Anlage im Herzogtum Sachsen-Weimar-Eisenach.
In der Nähe des Kickelhahn bei Ilmenau wurde inzwischen ein ähnliches Objekt freigelegt. Die dort noch vorhandenen Grundmauern und Kellerreste eines Pirschhauses bilden wiederum das Zentrum der Anlage. Drei Schützengräben der Jagdgänge von 70 bis 90 Metern Länge wurden untersucht und teilweise freigelegt, sie verliefen in nördliche, westliche und südliche Richtung, diese waren vermutlich mit Brettern ausgekleidet und als Wetterschutz überdacht. Die bisher als Hohlwege angesprochenen Gräben waren noch deutlich im Gelände sichtbar. Die Gräben endeten wiederum in runden Jagdschirmen, von denen der Brunftplatz und die Fütterungen gut einzusehen waren. Die Jäger konnten sich mühelos heranpirschen, das Wild beobachten und schießen.  Das eigentliche Jagdhaus ist auf einer Abbildung im Stadtarchiv Ilmenau zu sehen. Die drei Jagdgänge sind auf einer Flurkarte von 1762 dargestellt, welche im Museum Gabelbach hängt. Die Ilmenauer Anlage wird dem Weimarer Herzog Ernst August I. zugeschrieben, der für seine Jagdleidenschaft und Baulust bekannt war. Die baulichen Reste der Anlage werden seit 2004 von ehrenamtlichen Bodendenkmalpflegern freigelegt und in Zusammenarbeit mit der Stadt Ilmenau dem Landesdenkmalamt dauerhaft gesichert.

## Sonstiges
2009 war die Jagdanlage einer der Drehorte des Kinofilms Ein russischer Sommer, der das letzte Lebensjahr Leo Tolstois erzählt.